# 국도 제366호선 (일본)

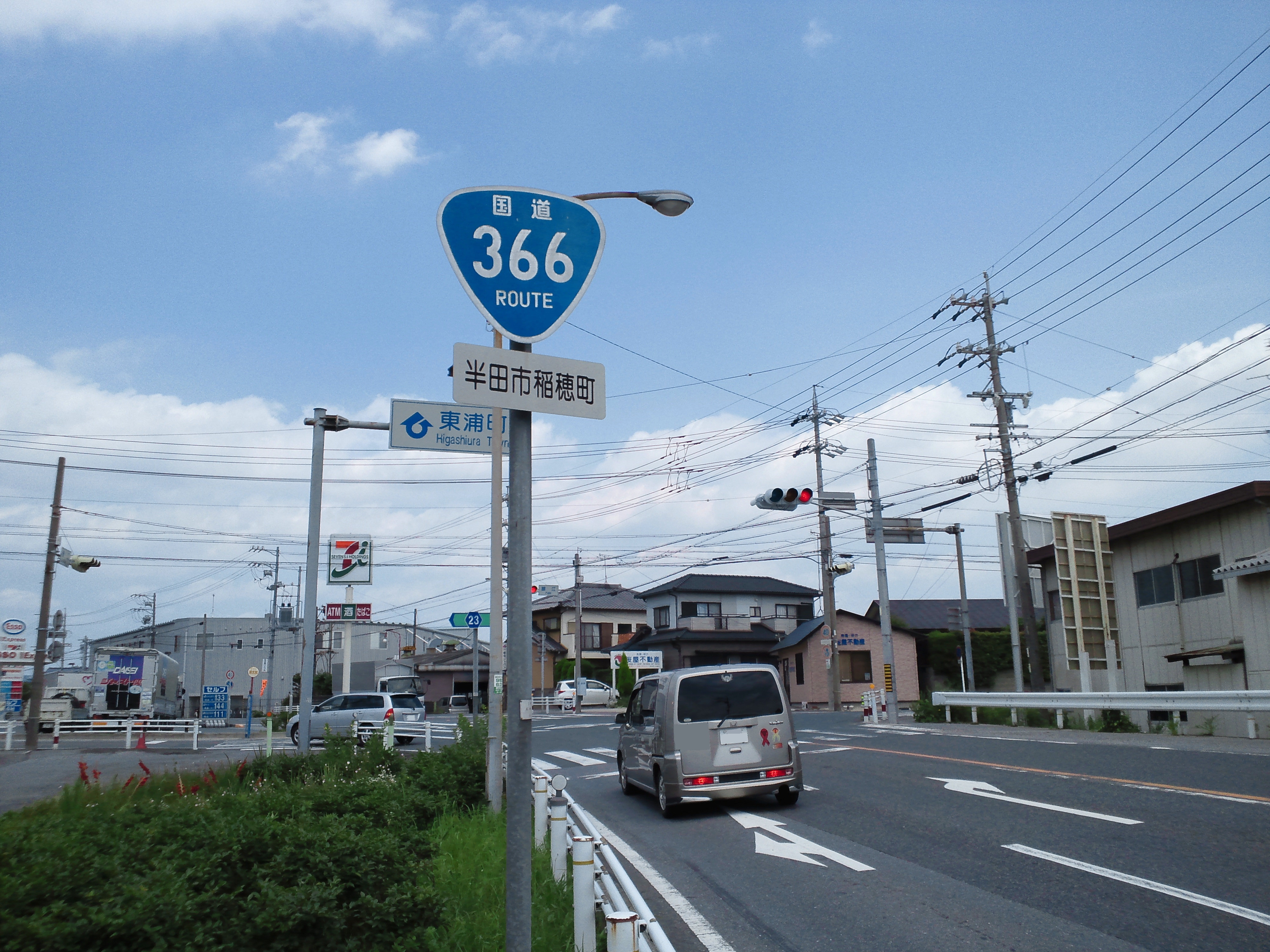
한다시와 지타군 히가시우라정의 경계선 부근 (2012년 7월 촬영)

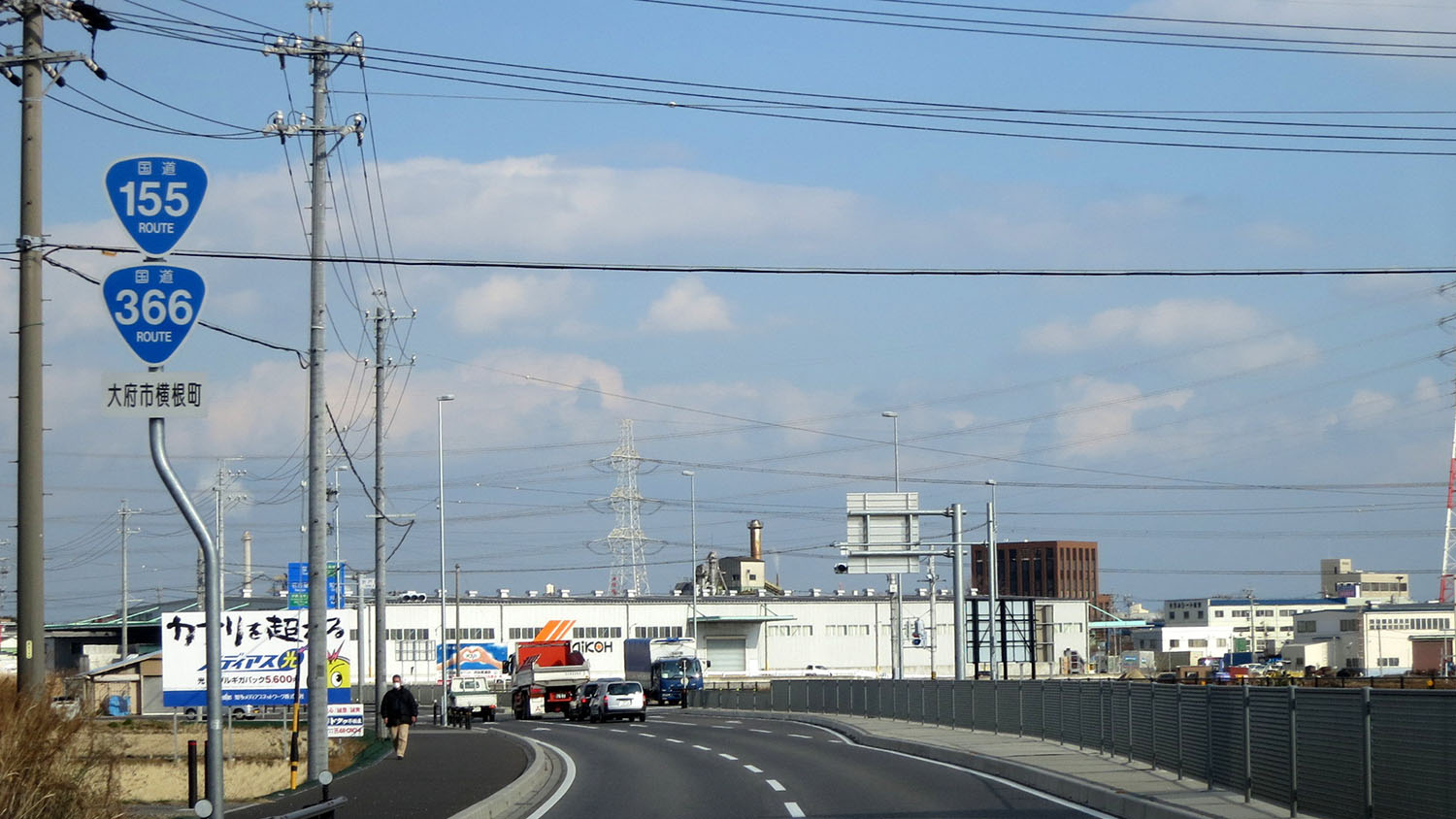
155번 국도와 중첩되는 노선, 아이치현 오부시 요코네마치

일본 366번 국도(일본어: 国道366号→국도 366호)는 아이치현의 한다시에서 출발, 오부시를 거쳐 나고야시 미도리구까지 이어주는 총 연장 23.8 km, 실제 연장 22.7 km, 현도 14.0 km 거리를 각각 가진 일본의 일반 국도 노선이다. 이 도로는 노선 대부분의 구간이 거의 JR 다케토요 선과 같이 병설되어 있는 도로망이기도 하다.

## 노선 정보
- 기점: 한다시 (네기초, 네기초 교차로 = 247번 국도와 교차)
- 종점: 나고야시 (미도리구 노즈에초 아리마쓰IC(일본어판) = 23번 국도와 교차)
- 주요 경유지: 오부시
- 총 연장: 23.8 km
- 중용 연장: 1.0 km
- 미공용 연장: 없음
- 실제 연장: 22.7 km
  - 현도: 14.0 km
  - 구도: 없음
  - 신도: 8.7 km
- 지정 구간: 없음

## 연혁
- 1975년 (쇼와 50년) 4월 1일: 일반 국도 366호선(아이치현 한다시 ~ 아이치현 지류시)으로 공식 지정
- 1993년 (헤이세이 5년) 4월 1일: 종점을 나고야시로 정하고, 구간은 아이치현 한다시 ~ 나고야시 구간으로 변경된다.

## 노선 개황
- 바이패스: 한다 오부 바이패스(일본어판)
- 통칭: 모로자키 가도 (한다시, 오부시, 히가시우라정)
- 중복 구간: 155번 국도 (오부시 소사쿠 교차로 - 오부시 오리도 교차로)

## 지리

### 통과하는 지자체
- 아이치현
  - 한다시 - 지타군 히가시우라정 - 오부시 - 나고야시 (미도리구)

### 교차하는 도로
- 23번 국도
- 155번 국도
- 247번 국도